# Филмски центар Србије
Филмски центар Србије је установа културе која обавља послове у области кинематографије. Основана је од стране Србије 25. децембра 1959. године, а оснивачка права у име државе врши Влада Републике Србије.

## Историјат
Садашња установа основана је решењем Удружења филмских произвођача Југославије 25. децембра 1959. године под називом „Центар за стручно оспособљавање филмских радника”. Оснивачка права и обавезе је 31. јануара 1964. године преузео Савез филмских радника Југославије, а назив установе промењен је у „Институт филм”.
Дана 7. јуна 1980. године, Удружење филмских уметника Србије преузело је обавезе и права оснивача, а „Институт филм” је одлуком Управног одбора 7. септембра 2004. године променио име у „Филмски центар Србије”.
Република Србија је преузела обавезе и права оснивача ове установе, у децембру 2011. године, на основу уговора закљученог између Удружења филмских уметника Србије, који је заведен 16. децембра 2011. године и уговора Министарства културе и информисања Републике Србије који је заведен 21. децембра 2011. године.
ФЦС-у је додељен Орден Карађорђеве звезде трећег степена за Видовдан 2021.

## Организација
Филмски центар Србије добио је статус установе културе од националног значаја одлуком Владе Републике Србије, донетој на седници 30. априла 2013. године.
Филмски центар је организован на следећи начин :
- Сектор општих послова (дирекција и финансијско књиговодствена служба)
- Сектор за подршку кинематографских и аудио-визуелних делатности
- Сектор за међународну сарадњу, пласман и промоцију
- Сектор за документацију
- Сектор за издавачку делатност

Центар реализује конкурсе за финансирање и суфинансирање припреме, развоја, производње, дистрибуције и приказивања домаћих и мањинских кинематографских дела. Сектор за документацију Филмског центра Србије прати, прикупља, систематизује и дистрибуира информације о кинематографији у Србији кроз капиталне едиције под називом : Годишњак кинематографије у Србији и Филмографија српског филма.
Сектор за издавачку делатност развија издавачке пројекте који популаризују филмску културу и позиционирају је као водећи сегмент. Главни циљ издавачке делатности је објављивање дела домаћих аутора, праћење релевантних теоријских домента у свету, светске критичке филмске мисли, упознавање како стручне тако и најшире јавности са делима фимске текстуалне класике и савременика.
Сектор за међународну сарадњу, пласман и промоцију у оквиру Филмског центра Србије остварује и развија сарадњу са свим сродним институцијама ван државе Србије, фондацијама, фестивалима, маркетима, промотерима, купцима филмова и угледним удружењима и појединцима. Овај сектор такође подржаве и организује фестивале, промоције, конференције, публикације и тематске циклусе посвећене промоцији српског филма на међународним фестивалима и другим манифестација сличног карактера.